# Stadhuis van Terneuzen
Het stadhuis van Terneuzen werd opgeleverd in 1972 naar een ontwerp van Jaap Bakema, in de stijl van het brutalisme en naar de uitgangspunten van de tektoniek. Het ontwerp is geïnspireerd op de scheepvaart. Het stadhuis staat aan de dijk langs de Westerschelde.
In de jaren negentig werd een gebouw aan het stadhuis toegevoegd. Deze nieuwbouw staat op een redelijke afstand van het oorspronkelijke gebouw om ze allebei tot hun recht te laten komen. Tussen de twee gebouwen is een ondergrondse ruimte van twee verdiepingen met een patio aangelegd die beide delen met elkaar verbindt. In dit deel bevindt zich nu ook de hoofdingang.
Het stadhuis werd als filmlocatie gebruikt voor de kantoorscènes in de Nederlandse film Weg Van Jou uit 2017.

## Fotogalerij

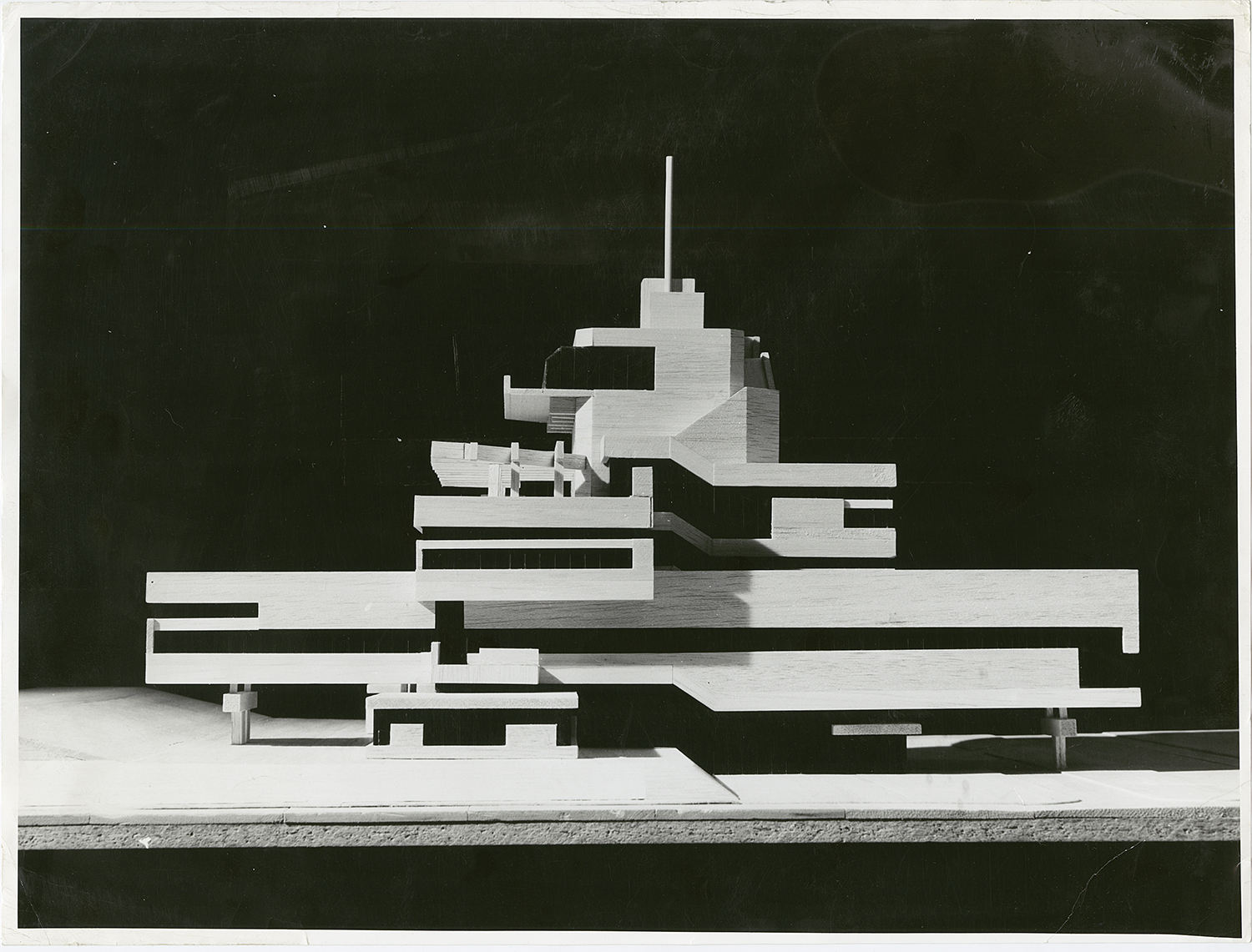
Maquette van Van den Broek en Bakema, 1962. Collection Het Nieuwe Instituut
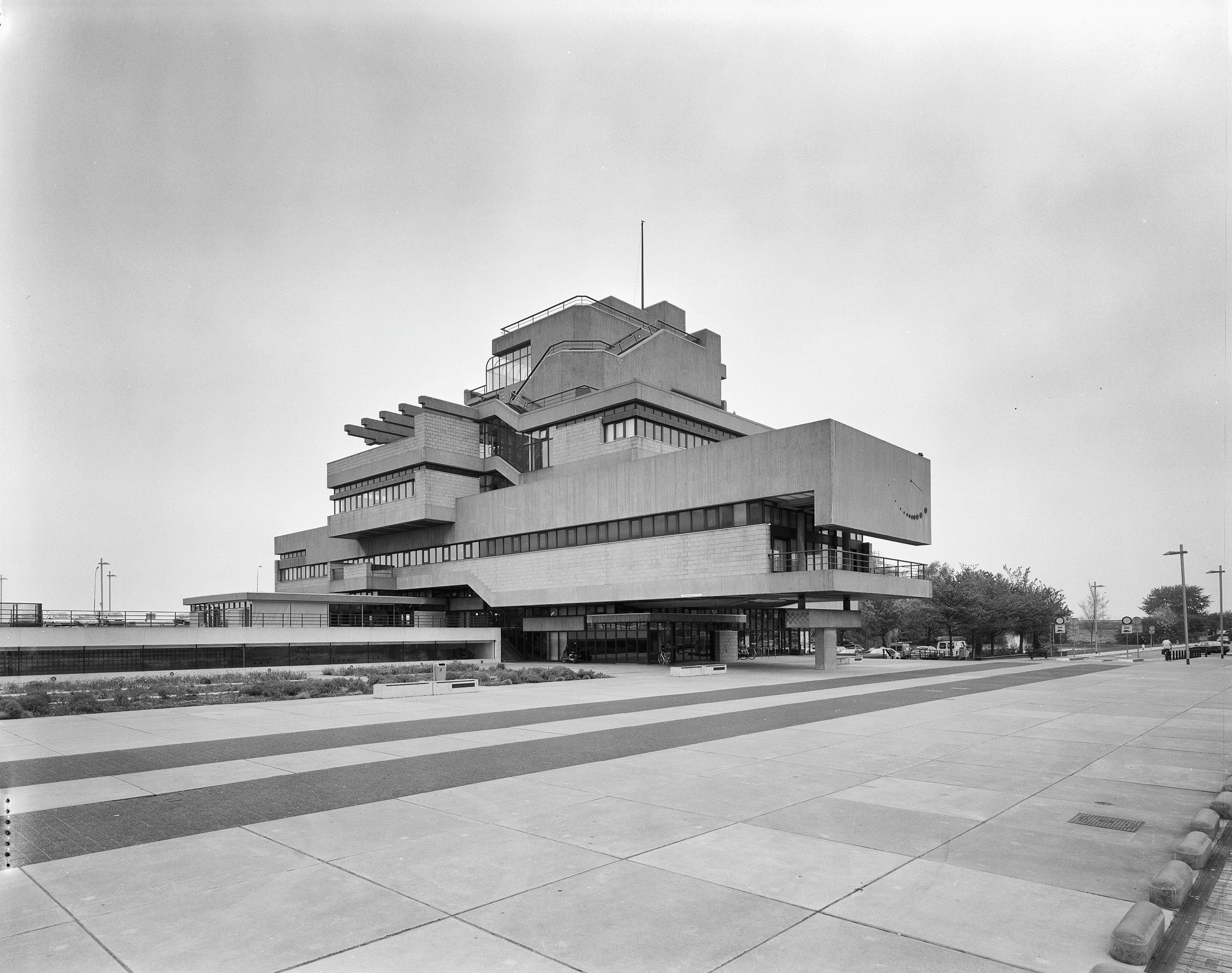
Het Stadhuis in 2002